# Uge Sangil
Eugenia Sangil Sánchez (La Palma, 1968), más conocida como Uge Sangil, es una persona no binaria, presidenta de la Federación Estatal LGTBI+ de España desde 2018, posición para la que fue reelegida en 2021.En el X Congreso de la FELGTBI, celebrado en Madrid en octubre del 2024, cede el testigo a Paula Iglesias.

## Biografía
Uge Sangil fue, hasta 2024, presidenta de la Federación Estatal de Lesbianas, Gais, Trans, Bisexuales, Intersexuales y más (FELGTBI+), una ONG estatal de carácter laico, laicista, feminista, apartidista y asindicalista que agrupa a más de 50 entidades LGTBI de todo el territorio español. Además, es educadora social y trabaja en un centro para personas con discapacidad física y psíquica. En el activismo LGBTI+, participó en 2005 en la fundación de la asociación LGTBI+ Algarabía en Tenerife, y la presidió hasta 2011. Se define como persona transgénero lesbiana.
Su participación en la FELGTBI+ empezó como vocal de Educación, siendo responsable de los temas relacionados con Educación y Laboral. En 2018 fue elegida presidenta de la FELGTB, en un congreso sin oposición, sustituyendo a Jesús Generelo. Fue reelegida en octubre de 2021 y ha jugado un papel clave en el desbloqueo de las negociaciones de la Ley Trans y LGTBI+ aprobada en febrero de 2023.